# Animal Crossing: New Leaf
Animal Crossing: New Leaf (とびだせどうぶつの森 Tobidase Dōubutsu no Mori?, lit. "Creuada d'animals: Nova Fulla") és un videojoc desenvolupat i publicat per Nintendo per a la consola Nintendo 3DS. Es la quarta entrega de la saga Animal Crossing (la sisena al Japó), després del seu predecessor Animal Crossing: Let’s go to the city per a la consola Wii. Va sortir a la venda el 8 de novembre de 2012 al Japó, el 9 de juny de 2013 als Estats Units i el 14 de juny de 2013 a Europa.

## Sistema de joc
Un tràiler transmès al llarg del E3 2011 va exhibir característiques noves a la sèrie Animal Crossing. Hi ha una major personalització, una faceta important en la sèries, sobretot en la capacitat del jugador per poder modificar l'aparença del personatge i moblar la casa, s'han inclòs millores, com que els pantalons del personatge ara es poden modificar, a més de la camisa, les sabates, els barrets i accessoris, i s'ha afegit la possibilitat de penjar objectes a les parets. Algunes característiques ja vistes en el joc exclusiu japonés Dōbutsu no Mori e+ per a la consola GameCube, com bancs i faroles, que s'havien eliminat en les versions posteriors, han tornat. Una altra novetat és la nova capacitat del jugador que ara pot nadar al mar que voreja el poble. El joc compta amb una mecánica nova que fa que el jugador es converteixi en l'alcalde de la ciutat, es poden personalitzar altres cases, teulats, tanques i pals.

## Inici
La història comença quan el jugador va en tren, camí a un poble. Doncs, aquest es trobarà amb Fran, un gat que li farà diverses preguntes al jugador (les quals decideixen l'aspecte de la cara del personatge). Quan s'arriba al poble, alguns veïns i la secretària de l'Ajuntament li diran al jugador que és l'alcalde del poble, o almenys, això és el que creuen, a causa d'una confusió al tren. Després, el jugador parlarà amb Tom Nook perquè li construeixi una casa per 10.000 baies i, mentrestant, li prestarà una tenda de campanya. Canela, la secretària, et dirà que per a poder ser alcalde els veïns t’han de donar el 100% de la seva acceptació (caient-los bé, netejant el poble, pescant deixalles, etc). Al començament, hi haurà cinc veïns i, amb el temps, arribaran altres, mentre que altres s'aniran. Hi ha un màxim de veïns, i és nou (amb el projecte de l'acampada, deu). Amb ells, podem desenvolupar una bona amistat o no, depenent de les accions que es facin.

## Zona Comercial
En Animal Crossing: New Leaf hi ha moltes tendes on el personatge podrà comprar mobles, roba, sabates, etc. En aquesta zona, s'accedeix creuant les vies del tren, i les seves tendes són les següents:
Tenda T&N: és la tenda que porten Tendo i Nendo. La tenda s'anirà ampliant a mesura que el jugador gasti diners en ella. Hi ha quatre ampliacions més, en la seva última ampliació, la tenda passa a ser les Galeríes T i N en la qual a part de treballar ells, també treballen Gandulio i Graciela.
Germanes Manetes: la porten Pili i Mili, en ella el personatge pot comprar roba i crear els seus propis dissenys. A més, hi ha un espai on es poden comprar complements, aquesta part la porta Trini.
Immobiliària Nook: la porta Tom Nook, en la immobiliària a part d'escollir quines ampliacions es volen realitzat a la casa, el jugador pot canviar l'aparença exterior de la seva casa comprant diferents parts de la mateixa. A més, Sisebuto, representant de l'ADD (Acadèmia d'Arts Decoratives), té un espai en la tenda, en el qual es pot demanar la valoració de l'ADD de la teva casa.
Club Jajá: és un local d'entreteniment. Al llarg del día el Dr. Sito l'ensenyarà al personatge “emotiguasses” a canvi d'alguna cosa per picar i de nit hi ha actuacions de DJ KeKe, excepte els dissabtes a partir de les 20:00 en els quals Totakeke realitza un concert acústic.
Perruquería: la porta Marilín. En ella el personatge renovarà el seu pentinat i el color de cabell, a més del color d'ulls mitjançant lents de contacte de color.
Sabatería: és una tenda de sabates i mitjons, portada perr Betunio.
Correus: és una oficina de correus, portada per Sol al llarg del dia i per Estrella al llarg de la nit, on es poden enviar i emmagatzemar cartes, i rebre regals descarregables. A més, compta amb un caixer automàtic, en el qual es poden ingressar o retirar baies de la conta del personatge, a part de deixar de pagar el deute de l'hipoteca de Tom Nook.
Casa del Somni: és un edifici portat per Alakama, en el qual els jugadors podran visitar en un somni els pobles d'altres jugadors per mitjà de codis de somni. Da Morsi apareix en el somni per a donar al jugador els dissenys creats i utilitzats per l'amo del poble si aquest ha donat el seu consentiment.
Cases d'exposició de l'AAD: zona portada per Candrés, germà de Canela, en la qual pots veure les cases dels jugadors amb els que t’has creuat mitjançant l'StreetPass. En Europa i Amèrica, a més, es poden distribuir cases creades per Nintendo mitjançant SpotPass.
Endevina Katrina: establiment portat per Katrina, on li dirà al jugador la sort que tindrà.
Fotomatón: en ell, el personatge pot fer-se una foto per al seu DRP o Document de Resident del Poble.
Nota: alguns d'aquests locals no estaran disponibles des del principi del joc, sinó, que s'aniràn desbloquejant al llarg del mateix.

## Veïns
Els veïns viuen a la ciutat del jugador viuen vides simples i s'especialitzen en els seus hobbies com pescar, caçar insectes o plantar flors. Els veïns es mouen de ciutat a ciutat de forma aleatòria i no hi ha forma de saber quin veí vindrà. En Animal Crossing  hi ha 460 animals que són veïns i poden viure al poble, sense comptar els personatges especials. Es poden dividir en 8 categories segons el seu tipus de personalitat:
Malhumorat: en l'anglès Cranky (コワイ Kowai, o オレ Ore) són els veïns masculins que s'enfaden o irriten fàcilment. Actualment hi ha 63. Es caracteritzen per centrar-se molt en ells mateixos i no estar d'acord amb els altres veïns. Es porten bé amb els esportistes i els presumits i malament amb els animats i els petulants.
Esportista: en l'anglès Jock  (ハキハキ hakihaki, o オイラ oira) són els veïns masculins que representen l'estereotip americà d'un atleta universitari, són considerats poc intel·ligents i pels seus interessos en l'esport i el fitness. Actualment hi ha 76. Es caracteritzen per parlar sobre la seva aparença física i per presumir de fer exercici. Es porten bé amb els veïns animats, les germanes grans, els malhumorats i els normals i malament amb els mandrosos i els presumits.
Mandrós: en l'anglès Lazy (ぼく Boku, o ぼんやり Bonyari) són els veïns masculins que porten un estil de vida relaxat i calmat. Actualment hi ha 74. Es caracteritzen per ser amistosos i parlar dels seus hobbies, com pescar i caçar insectes. Són de ment molt oberta i és molt fàcil fer-se amics d'ells. Es porten bé amb els malhumorats, animats i les germanes grans, mentre que es porten malament amb els esportistes i els presumits.
Normal: en l'anglès Normal (普通 Futsū, o 私 Watashi) són els veïns femenins que són amables cap al jugador i tenen opinions neutrals. Actualment hi ha 71. Es caracteritzen per obsessionar-se amb la neteja i aparentar hospitalitat i dolçor. No es preocupen per la seva aparença física i solen parlar molt sobre si mateixos. Es porten bé amb els mandrosos i els petulantts, es porten malament amb els malhumorats.
Animat: en l'anglés Peppy (元気 genki, o アタイ atai) són els veïns femenins amigables i que s'emocionen ràpidament. Actualment hi ha 65. Es caracteritzen per voler parlar amb el jugador i no se solen decebre fàcilment. Sempre estan emocionats de veure al jugador i tenen molta imaginación, es considera el equivalent femení als esportistes. Es porten bé amb els esportistes, els normals i els mandrosos, es solen portar bé amb tothom però a vegades s'enfaden amb els malhumorats i els presumits.
Petulant: en l'anglés Smug (ボク Boku, o キザ Kiza), és la personalitat introduïda per primer cop a Animal Crossing:New Leaf que no existia abans. Són els veïns amables, educats i positius. Actualment hi ha 35, a alguns veïns de jocs previs se’ls ha canviat la seva personalitat per a petulants per a New Leaf. Es porten bé amb els normals, mandrosos i animats, es porten malament amb els malhumorats, esportistes i germanes grans.
Presumit: en l'anglés Snooty (オトナ Otona, o あたし Atashi) són els veïns femenins que actuen de forma més madura que els altres, normalment porten maquillatge i roba més cara que els altres veïns. Actualment hi ha 65. Es caracteritzen per centrar-se en si mateixos, ser sarcàstics i amb un mal temperament. S'interessen molt pels luxes i la moda i solen tenir noms de classe alta, que els diferencien dels altres veïns. Es porten bé amb els malhumorats i els  petulants, es porten malament amb els normals, les germanes grans i els mandrosos.
Germana Gran: en l'anglès se'ls refereix amb la paraula japonesa Uchi (アネキ Aneki ("germana gran"), o ウチ Uchi), és una personalitat introduïda a New Leaf per primer cop. Són veïns femenins que cuiden molt al jugador i es preocupen molt, però són directes i a vegades semblen maleducats. Actualment hi ha 23, són la personalitat menys comú. Es caracteritzen per preocupar-se per la seva aparença i és fàcil ser el seu amic. Es porten bé amb els petulants, animats, mandrosos i esportistes, es porten malament amb els malhumorats i presumits.

## Visitants
| Visitant                         | Ocupació                             | Localització                                                | Data i Hora                                                                            |
| -------------------------------- | ------------------------------------ | ----------------------------------------------------------- | -------------------------------------------------------------------------------------- |
| Ladino                           | Comerciant d'art                     | En una tenda en la Plaça del poble                          | Dia aleatori de dilluns a divendres. De les 10:00 del matí fins a les 12:00 de la nit. |
| Graciela                         | Fashionista                          | Davant de l'arbre del poble                                 | Dia aleatori de dilluns a dissabte. De les 6:00 del matí fins a les 12:00 de la nit.   |
| Gulliver                         | Viatger                              | Platja                                                      | Dia aleatori de dilluns a divendres. De les 6:00 del matí fins a les 12:00 de la nit.  |
| Juana                            | Venedora de naps                     | Caminant pel poble                                          | Dissabtes. De 6:00 del matí a les 12:00 de la nit.                                     |
| Totakeke/ Dj Keke                | Músic i Dj                           | Club Jajá                                                   | Com a Dj Keke, tots els dies de 20:00 a 21:00 menys els dissabtes, quan és Totakeke.   |
| Cati                             | Gata                                 | Caminant pel poble                                          | Aleatóriament després d'haver visitat el poble d'un altre jugador.                     |
| Katrina                          | Pitonisa                             | En una tenda en la Plaça del poble.                         | Dia aleatori de dilluns a dissabte. De les 9:00 del matí fins a les 19:00 de la tarda. |
| Pascal                           | Filósof                              | Nadant a l'oceà                                             | Cada dia de forma aleatòria.                                                           |
| Carturo                          | Carter                               | Caminant pel poble                                          | Dia aleatori de dilluns a divendres. De les 9:30 del matí fins a les 12:00 de la nit.  |
| Elio                             | Repartidor d'insígnies               | Caminant pel poble                                          | Apareix quan guanyes una nova insígnia.                                                |
| Alcatifa                         | Venedora de catifes i paper de paret | Caminant pel poble                                          | Dia aleatori de dilluns a divendres. De les 6:00 del matí fins a les 12:00 de la nit.  |
| Don Copo, Gélida, Copito i Copín | Família de ninots de neu             | No existeixen fins que el jugador els crea amb boles de neu | Cada dia d'hivern on hi hagi neu.                                                      |
| Rese T.Ado                       | Vigilant                             | Davant de casa del jugador                                  | Apareix quan el jugador ha sortit del joc sense guardar.                               |

## Esdeveniments Especials d'Animal Crossing New Leaf
En Animal Crossing: New Leaf, com a les altres entregues de la franquícia, compta amb varies dates en les quals es realitza un event especial. Entre aquestes, destaquen les més importants:
| Esdeveniment            | Personatge especial | Objectes especials disponibles               | Data                                                                                            |
| ----------------------- | ------------------- | -------------------------------------------- | ----------------------------------------------------------------------------------------------- |
| Any nou                 | Canela              | Figura xinesa                                | 1 de gener                                                                                      |
| Dia de la marmota       | Canela              | Mini Rese T. Ado                             | 2 de febrer (només a Amèrica del Nord)                                                          |
| Dia de Sant Valentí     | N/A                 | Xococor, Pastís de xocolata, Planta de cacau | 14 de febrer                                                                                    |
| Carnestoltes            | Conga               | Mobles especials                             | Dilluns de Carnestoltes (just abans d'acabar l'hivern) o el 27 de febrer (la majoria del temps) |
| Dia de les bromes       | Blanca              | Fotos                                        | 1 d'abril                                                                                       |
| Focs artificiales       | Canela i Ladino     | Bengales i Mobles especials                  | Diumenges d'agost                                                                               |
| Dia del gall d'indi     | Guindo              | Mobles especials                             | Últim dijous de novembre                                                                        |
| Dia de les males herbes | Gandulio            | Projectes municipals i mobles especials      | Últim dissabte d'abril                                                                          |
| Dia de l'ou             | Coti Conejal        | Mobles especials                             | Per Pasqüa                                                                                      |
| Halloween               | Soponcio            | Mobles especials                             | 31 d'octubre (l'1 d'octubre també apareix Soponcio per avisar el jugador. Li lliura una careta) |
| Lluna de tardor         | Canela              | Cistella de verdures                         | Lluna plena més propera a l'equinocci de tardor.                                                |
| Premi al civisme        | Canela              | Mitjó de paret                               | 6 de desembre                                                                                   |
| Torneig de pesca        | Martín              | Mobles especials i trofeu                    | Els mesos sense Caça d'insectes, en alguns el segon dissabte, i en uns altres el tercer.        |
| Caça d'insectes         | Papilo              | Mobles especials i trofeu                    | Tercer dissabte de juny, juliol, agost i setembre.                                              |
| Dia de les joguines     | Renato              | Mobles especials                             | 25 de desembre                                                                                  |
| Compte Enrere           | Canela i Ladino     | Raïms i objectes especials                   | 31 de desembre                                                                                  |

## Novetats
El predecessor de Animal Crossing: New Leaf va ser Animal Crossing: City Folk, llençat el 2008, per a la consola Wii, va rebre crítiques mixtes positives i negatives i no va tenir tant èxit com els seus predecessors (Animal Crossing i Animal Crossing: Wild World).
En comparació amb Animal Crossing: City Folk, Animal Crossing: New Leaf introdueix novetats com el paper del jugador com a alcalde, no com un habitant més. Dins d'aquest càrrec, el jugador pot construir projectes públics, a més de matolls amb flors i canyes de bambú, per decorar la ciutat que abans no existien. A New Leaf en compte d'anar a la ciutat com es feia a City Folk, es va a una illa tropical on es poden jugar minijocs i aconseguir objectes, insectes, peixos i fruites que no existeixen al poble.
També s'han introduït tres noves ampliacions d'habitacions per expandir la casa del jugador i la possibilitat de poder nada i bussejar a l'oceà, tant del poble com de l'illa, per poder buscar peixos i animals que no existien abans.
En Animal Crossing: New Leaf també s'han introduït set tipus de fruites exòtiques (brots de bambú, caquis, durans, lichis, llimones, mangos i plàtans) i la possibilitat de les fruites delicioses (cirera, préssec, poma, taronja i pera). Les fruites delicioses són les fruites que apareixen poques vegades al poble i que valen més que la fruita normal.
Les modificacions en la façana exterior de la casa del jugador, nous personatges, la zona comercial i que hi hagi cinc ampliacions de la tenda de Tom Nook en compte de quatre, són algunes més de les novetats que ha introduït Animal Crossing: New Leaf.

## Recepció
| Publicació | Puntuació |
| ---------- | --------- |
| Famitsu    | 39/40     |

Les imatges mostrades del joc han tingut una resposta molt positiva. El exguionista del canal G4TV, Patrick Klepek, pensa que l'efecte 3D estereoscópic que utilitza el joc dona al món del joc una “profunditat real i tangible”, mentre que l'editor de IGN, Craig Harris, el va descriure com “subtil, però molt útil”. Tant Harris com l'editor de GameSpot, Tom McShea, van elogiar el nivell de detall en l'entorn del joc i en els objectes, indicant que supora al seu predecessor,  Animal Crossing: Let's Go to the City per a Wii. La revista japonesa Famitsu ha donat una puntuació al joc de 39/40.

## Animal Crossing: New Leaf - Welcome Amiibo
Animal Crossing: New Leaf - Welcome Amiibo és l'última versió actualitzada de Animal Crossing: New Leaf. Disposa de noves funcions, inclosa la compatibilitat de les figures Amiibo.
Es poden escanejar figures de la serie Animal Crossing i cartes de la col·lecció Animal Crossing: New Leaf - Welcome Amiibo per a convidar el personatge que apareix en la zona d'autocaravanes i interactuar amb ell. També es poden escanejar targetes per demanar-li a l'animal de la tarjeta que es vingui a veure al poble del jugador.
L'actualització es descarrega des de la propia consola Nintendo 3DS, de franc, des de l'aplicació Nintendo eShop. Un cop instal·lada l'actualització, totes les noves funcions i la compatibilitat amb amiibo pasarán a ser disponibles al joc. A més, es poden transferir dades per a seguir jugant al poble del joc original, no cal començar de nou.
Totes aquestes funcions també es poden enllaçar amb el següent joc de la saga: Animal Crossing: Happy Home Designer, llençat al mercat l'any 2015. Es pot enllaçar el joc amb New Leaf i poder aconseguir mobles especials. Els demés jocs anteriors de la serie Animal Crossing no són compatibles.
Un cop instal·lada l'actualització, al poble del jugador apareix una nova zona que abans no existia: la zona de caravanes. És digirida per Fauno, que a canvi de cupons veïnals et vendrà nous mobles d'exterior introduïts per Animal Crossing: New Home Designer. A la part superior, hi ha dos espais per autocaravanes. En el primer cada día una caravana amb un personatge eventual apareixerà i el jugador li podrá comprar mobles relacionats amb ell. En el segon espai, el jugador podrà cridar a un veí amb una tarjeta o figura amiibo al que també li podrà comprar mobles a canvi de cupons veïnals. Al mateix temps, al costat de l'ajuntament del poble s'instalarà una màquina de cupons veïnals. Aquest cupons es poden aconseguir al completar programes veïnals que apareixeran cada dia (i setmanalment) al poble. Els cupons es poden intercambiar per baies en el caixer automàtic de l'oficina de correus.
Altres novetats que s'han inclòs han estat el personatge de Buh. Mentre el jugador jugui de forma normal, al cap d'un temps escoltarà una veu que el crida, el jugador haurà de buscarla fins que trobi que ve d'una làmpada màgica, que li demanarà que el porti a casa seva. Dins de la casa, Buh apareixerà. A partir d'ara, el jugador el podrà fer aparèixer un cop al día fent servir una tarjeta o figura amiibo, i Buh es tarnsformarà en el personatge.